# Jean Rivier
Jean Rivier (Villemomble (Illa de França), 21 de juliol, 1896 - La Penne-sur-Huveaune (Boques del Roine), 6 de novembre, 1987), va ser un compositor francès.

## Biografia
Jean Rivier era fill del farmacèutic Henri Rivier, coinventor del paper armeni. No va estudiar música fins al final de la Primera Guerra Mundial, a la qual va estar compromès a partir de desembre de 1914. L'agost de 1918 va ser gasejat amb gas mostassa. Es mantindria amb una salut fràgil tota la vida.
Jean Rivier, després d'estudiar filosofia, ingressà el 1922 al Conservatori Nacional de Música i Declamació de París a les classes de Jean Gallon (harmonia), Georges Caussade (fuga i contrapunt) i Maurice Emmanuel (història de la música), també estudiant piano amb Paul Braud (alumne de César Franck) i violoncel amb Paul Bazelaire. El 1926, va guanyar el primer premi de fuga i contrapunt (escriptura musical) el mateix any que Olivier Messiaen. Paral·lelament, però més gran, un compositor Paul Rivier treballava a Lió, en altres estils, era proper a les Revues Parisiennes. La SACEM, la Societat d'Autors, Compositors i Editors de Música ubicada a la rue Chaptal de París, ha de diferenciar les obres presentades per Paul, l'expert pianista de Lió, que va crear nombrosos títols d'operetes i music-hall i va treballar amb ORTF, l'emissora regional de ràdio situada al Cours Gambetta de Lió, i les de Jean, que són completament diferents.
Del 1936 al 1940, amb Pierre-Octave Ferroud i Henry Barraud, Jean va participar activament a Triton, una societat musical contemporània, que intentava conciliar les diferents tendències de la música francesa del segle XX.
Des de 1947 va ser professor de composició, alternant inicialment amb Darius Milhaud, el professor de classe, a qui aconseguí ensenyar a temps complet des del 1962 fins al 1966. Influït per Ravel, Roussel, Prokofief i Jolivet, va escriure vuit simfonies (set del 1932 al 1932 i el darrer concerts de cambra, un Rèquiem (1953). Va rebre el Grand Prix Musical de la Villa de Paris el 1971.
Va ser el professor de Charles Chaynes, Georges Delerue, Xavier Darasse, Tôn-Thât Tiêt i Gareth Walters.

## Estil
No adherint-se a les tendències majoritàries de la seva època (com ara el serialisme), Jean Rivier tenia un estil musical principalment tonal, proper al romanticisme i "posant l'expressió musical abans de qualsevol recerca abstracta del llenguatge".
Les seves composicions, tanmateix, demostren una forta imaginació i poden estar, com el seu contemporani Dmitri Xostakóvitx, impregnades d'humor (com a Vénitienne, o en el final sarcàstic del seu Concert per a saxo), o al contrari demostrar un "despullament d'allò més convincent (Heureux ceux qui sont morts...)", o fins i tot, com indicarà l'esplèndida experiència musical de Golé en la música espiritual que les situacions extremes, el perill permanent de mort, ens permeten conèixer i aprofundir", destacament en el seu Rèquiem de 1953 i en el seu Christus Rex de 1967.

El crític musical Bernard Gavoty i el compositor Daniel-Lesur escriurien que 
| « | "com a músic [compositor], és un constructor. Fugir tant del convencional com del sensacional, sembla ser el camí que ha pres Rivier". | » |

## La mort

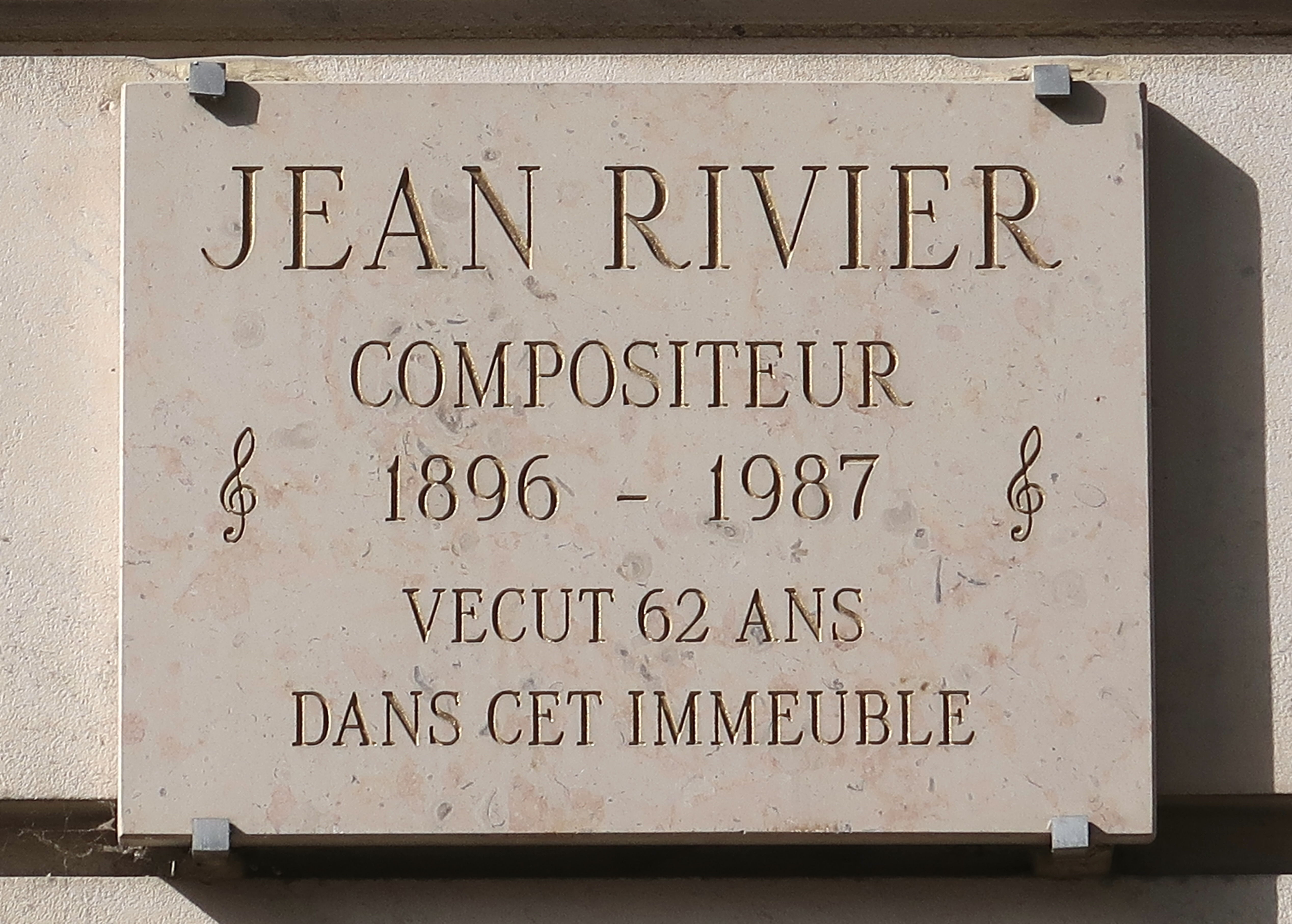
Placa 18 rue Pierre-et-Marie-Curie (París), on vivia.

Tot i que al seu funeral hi assistiren alguns dels seus antics alumnes, com Monic Cecconi, Tôn-Thât Tiêt, Antoine Tisné, Thérèse Brenet, Michel Decoust, Jean-Marie Londeix i Jean-Paul Holstein, aquest important compositor, les peces del qual sovint eren interpretades per l'il·lustre virtuós Marcel Mule, va morir amb la indiferència i sense cap manifestació oficial. Cal destacar, però, que el conservatori de música de la seva ciutat natal, Villemomble, porta el seu nom, així com un carrer sense sortida de Saint-Germain-de-Marencennes. Al 5è districte de París, al número 18 de la rue Pierre-et-Marie-Curie, hi ha col·locat una placa a la seva memòria.

## Obra
Per conèixer el seu llarg catàleg d'obres, aneu al seu arxiu de la Viquipèdia francesa.

## Genealogia i Família
Jean Rivier és descendent d'un dels germans de Santa Anne-Marie Rivier.
El seu pare, Henri Rivier, farmacèutic, va unir forces amb Auguste Ponsot a finals del segle XIX per crear un paper armeni. L'empresa ara està dirigida per la besneta del fundador.
És cunyat de l'artista visual Jean Peyrissac.

## Discografia
- Concert per a saxo alt, trompeta i orquestra. A "Concerts per a saxofons francesos", Naxos 8.225127
- Concert per a saxo alt, trompeta i cordes. A "Virtuoso Saxophone Concertos" (Virtuoso Saxophonkonzerte), Koch Schwann
- Ocells tendres. A "WIESLER, Manuela: Música per a flauta" Naxos BIS-CD-689
- Simfonies núm. 3 en sol, núm. 4 en si♭ i núm. 8 (totes per a cordes), Orquestra de Cambra de Calmel. Sota la direcció de Bernard Calmel. Pavane CD ADW 7328 (1994)
- Simfonia núm. 3, Orquestra Jean-François Paillard dirigida per Jean-François Paillard. Disc de vinil Erato OS-2672-RE
- Jean Rivier: Simfonies núm. 3 i 5, Georges Tzipine, Orquestra Nacional de la Ràdio Francesa, gravació de 1959, Col·lecció BnF, 2014